# 좁은두개골주머니생쥐
좁은두개골주머니생쥐(Chaetodipus artus)는 주머니생쥐과에 속하는 설치류의 일종이다. 멕시코 서부 지역의 토착종으로 마드레 옥시덴탈 산맥 마루 서부에서 서식한다.

## 특징
좁은두개골주머니생쥐는 중간 크기의 종으로 꼬리 길이 약 96mm를 포함하여 전체 몸길이가 약 185mm까지 자란다. 수컷이 암컷보다 약간 크다. 두개골이 멕시코 같은 지역의 토착종인 골드망주머니생쥐(Chaetodipus goldmani)보다 작고 좁다. 두개골 이외 골드망주머니생쥐와 구별되는 다른 특징은 털이 더 적다는 것이지만 넓은 등 쪽 줄무늬와 작은 전체 몸길이, 진한 색의 귀, 더 어둡고 회색을 덜 띠는 등 쪽 털을 가진 점이다.

## 분포 및 서식지
좁은두개골주머니생쥐는 멕시코의 토착종으로 치와와주와 소노라주, 두랑고주, 시날로아주에서 발견된다. 분포 지역 내 여러 종류의 다른 서식지에서 발견된다. 치와와 주에서는 암반 지역과 협곡에 제한적으로 분포하지만 두랑고 주에서는 마드레 옥시덴탈 산맥 서부 구릉 지대의 습윤 열대 숲에서 발견된다. 소노라 주에서는 메요 강 근처의 모래흙 지역, 골짜기 바닥과 경작지 가장자리의 메스키트(Prosopis juliflora) 속에서 발견되며, 시날로아 주 북부에서는 더 높은 지대의 더 많은 습기의 키작은 나무 삼림 지대에서 발견된다. 골드망주머니생쥐와 함께 발견되는 지역에서는 일반적으로 강가 서식지에서 더 많이 서식하는 반면에 골드망주머니생쥐는 강가에서 떨어진 건조 지대에서 서식한다. 오색가시주머니생쥐(Liomys pictus)와 시날로아주머니생쥐(Chaetodipus pernix), 남부메뚜기쥐(Onychomys torridus), 흰목숲쥐(Neotoma albigula), 선인장쥐(Peromyscus eremicus), 영양잭토끼(Lepus alleni)와 같은 포유류와 서식지를 공유한다.

## 보전 상태
좁은두개골주머니생쥐는 넓은 분포 지역 전역에서 흔하게 발견되며, 전체 개체군 크기가 큰 것으로 추정된다. 일부 보호 지역에서 발견되지만 경작지 안으로 이동하면 쥐약 때문에 독에 중독될 위험이 있다. 국제 자연 보전 연맹(IUCN)이 보전 등급을 "관심대상종"으로 분류하고 있다.